# My Little Pony - Equestria Girls - Friendship Games
My Little Pony - Equestria Girls - Friendship Games è un lungometraggio animato musicale sceneggiato da Josh Haber, diretto da Ishi Rudell e prodotto da Hasbro Studios e DHX Media/Vancouver. Il film è uno spin-off della serie animata televisiva My Little Pony - L'amicizia è magica. Sequel di Equestria Girls - Rainbow Rocks (2014) e terzo capitolo della serie Equestria Girls, il film è stato trasmesso sul canale statunitense Discovery Family in prima TV il 26 settembre 2015. Un sequel del film intitolato Equestria Girls - Legend of Everfree è stato distribuito sul servizio di streaming Netflix negli Stati Uniti il 1º ottobre 2016. 
Come gli altri due film della serie, il film ripropone le protagoniste della serie My Little Pony - L'amicizia è magica, normalmente pony, in versione umanizzata e alunne della Canterlot High School.

## Trama
Dopo gli eventi dell'episodio 14 della quinta stagione, gli studenti della Canterlot High School si preparano per i Friendship Games ("giochi dell'amicizia" o Chroniathlon nel doppiaggio italiano), un evento sportivo che si tiene quadriennalmente tra il team della loro scuola, i Canterlot Wondercolts, e gli Shadowbolts della Crystal Prep Academy. I giochi hanno lo scopo di portare armonia tra le due scuole, ma gli studenti della Canterlot High non vedono di buon occhio quelli della Crystal Prep a causa della loro poca sportività e del loro record imbattuto di vittorie. La preside Celestia e la vicepreside Luna avvertono Sunset Shimmer e le sue amiche di non utilizzare la magia di Equestria durante la competizione, incaricando Sunset di comprendere che cosa attivi la trasformazione in pony delle altre in momenti apparentemente casuali. Nel frattempo la versione umana di Twilight Sparkle, una studentessa della Crystal Prep costantemente emarginata dagli altri studenti, è immersa in un programma di studio incentrato sulle strane attività magiche che coinvolgono la Canterlot High. Quando la preside della Crystal Prep, Abacus Cinch, la minaccia di porre fine ai suoi studi speciali qualora si fosse rifiutata di partecipare ai giochi, Twilight accetta suo malgrado.
Twilight incontra Sunset e le sue amiche alla Canterlot High, guidata da un dispositivo simile a un pendente che aveva costruito per rilevare e contenere l'energia magica che circonda la scuola. Ciascuna delle amiche di Sunset dimostra la propria amicizia a Twilight e agli studenti della Crystal Prep, assumendo la propria forma pony durante il processo. Tuttavia, il pendente di Twilight assorbe inavvertitamente la loro magia quando vi viene esposto. Il pendente blocca inoltre il portale tra il mondo umano ed Equestria, impedendo a Sunset di contattare la versione pony di Twilight per chiederle consigli, e fornisce a Spike, il cucciolo di Twilight, l'abilità di parlare. Durante una delle competizioni dei giochi, una staffetta a tre eventi (Tiro con l'arco, Motocross e Pattinaggio), Twilight fa cadere per sbaglio il pendente, creando un varco per Equestria da cui iniziano a fuoriuscire piante carnivore. A pericolo scampato, Sunset rimprovera Twilight per aver interferito con la magia, facendola scappare in lacrime.
Cinch accusa la Canterlot High di aver barato a causa di quegli avvenimenti magici, e assieme agli Shadowbolts convince Twilight a liberare la magia accumulata dal suo pendente per usarla contro i Wondercolts nell'evento finale. La magia corrompe Twilight, che si trasforma in "Midnight Sparkle", una sinistra creatura angelica e inizia ad aprire altri varchi per Equestria, mettendo così in pericolo il mondo umano. Mentre Wondercolts e Shadowbolts collaborano per salvare i compagni di scuola, Sunset capisce che la fonte del potere magico delle amiche deriva dal comportarsi in modo fedele a sé stesse. Quindi, adopera il pendente per combinare la magia delle amiche e diventare "Daydream Shimmer", una versione angelica di se stessa, richiudendo i varchi e facendo tornare Twilight alla normalità. Cinch accetta suo malgrado di dichiarare il pareggio tra le due scuole, sapendo che nessuno avrebbe creduto al proprio resoconto degli eventi magici della Canterlot High. Twilight decide di restare alla Canterlot High, dove viene prontamente accettata come nuova amica da Sunset e dalle altre.
In una scena prima dei titoli di coda, la Twilight di Equestria appare attraverso l'ormai riattivato portale mentre le sue amiche umane si trovano lì attorno. Si scusa per la sua assenza, spiegando di essere stata coinvolta in un incidente che comprendeva un viaggio nel tempo, per poi rimanere a bocca aperta nel vedere davanti a sé il proprio doppione.

## Cast originale
- Tara Strong: Twilight Sparkle
- Rebecca Shoichet: Sunset Shimmer, Twilight Sparkle (canto)
- Ashleigh Ball: Applejack, Rainbow Dash
- Andrea Libman: Fluttershy, Pinkie Pie
- Tabitha St. Germain: Rarity, vicepreside Luna
- Kazumi Evans: Rarity (canto)
- Cathy Weseluck: Spike
- Iris Quinn: preside Abacus Cinch
- Nicole Oliver: preside Celestia
- Britt McKillip: preside Cadance
- Vincent Tong: Flash Sentry
- Andrew Francis: Shining Armor
- Kelly Sheridan: Indigo Zap
- Shannon Chan-Kent: Lemon Zest, Pinkie Pie (canto)
- Sharon Alexander: Sour Sweet
- Sienna Bohn: Sugarcoat
- Britt Irvin: Sunny Flare

## Cast italiano
- Emanuela Pacotto: Twilight Sparkle
- Marcella Silvestri: Sunset Shimmer
- Benedetta Ponticelli: Applejack, Fluttershy
- Marta Lucini: Applejack (canto)
- Federica Valenti: Rainbow Dash
- Rossella Contu: Rainbow Dash (canto)
- Donatella Fanfani: Pinkie Pie
- Silvia Pinto: Sunset Shimmer (canto), Pinkie Pie (canto)
- Camilla Gallo: Rarity
- Deborah Morese: vicepreside Luna
- Tania De Domenico: Spike, Sunny Flare
- Lorella De Luca: preside Abacus Cinch
- Paola Della Pasqua: Indigo Zap, preside Abacus Cinch (canto)
- Elda Olivieri: preside Celestia
- Marisa Della Pasqua: signorina Cadance
- Katia Sorrentino: Sugarcoat
- Francesca Bielli: Sour Sweet
- Valentina Pallavicino: Lemon Zest
- Gabriele Marchingiglio: Shining Armor
- Davide Fumagalli: Flash Sentry

## Canzoni
Come per i due film precedenti, le canzoni sono state composte da Daniel Ingram con i testi scritti in collaborazione con lo screenwriter Josh Haber (con l'eccezione di The Friendship Games e Acadeca, scritte da Ingram soltanto). Anche se non era elencata tra i crediti andati in onda su Discovery Family, anche What More Is Out There? è inclusa nel film, mentre viceversa, anche se elencata nei crediti, Right There in Front of Me non compare nel film trasmesso su Discovery. Essa verrà usata durante i titoli di coda nella versione DVD e Blu-ray del film. La canzone Dance Magic non è invece correlata al film.

## Produzione
Il primo ad alludere alla presenza di un terzo capitolo della serie è stato il codirettore di Rainbow Rocks Ishi Rudell, il 12 dicembre 2014.
Il 29 gennaio 2015, il distributore australiano di home video Beyond Home Entertainment ha comunicato tramite Facebook di avere ottenuto i diritti per distribuire la quarta e quinta stagione di L'amicizia è magica, nonché i film Rainbow Rocks e il «terzo film di Equestria Girls». Un'ulteriore conferma è stata data durante la presentazione degli investitori Hasbro durante la New York Toy Fair del 2015.

## Distribuzione

### Cinema
Il film ha debuttato al cinema esclusivamente all'Angelika Film Center a New York il 17 settembre 2015. William Anderson, Ashleigh Ball, G.M. Berrow, Josh Haber, Daniel Ingram, Brian Lenard, Andrea Libman, Ishi Rudell, Rebecca Shoichet, Tara Strong e Cathy Weseluck erano presenti tra il pubblico. Tra gli spettatori c'erano anche Sarah Michelle Gellar di Buffy l'ammazzavampiri, il comico Jim Gaffigan, Kristen Taekman di The Real Housewives of New York, Padma Lakshmi di Top Chef, il presentatore di America's Got Talent Nick Cannon, l'ex-running back dei New York Giants Tiki Barber, il fotografo di moda Nigel Barker, Drea de Matteo di Sons of Anarchy e la guru del fitness Tracy Anderson.
Equestria Girls - Friendship Games è stato inoltre proiettato nei cinema del Regno Unito il 23 ottobre 2015.

### Televisione
Il 1º luglio 2015, USA Today ha pubblicato il primo trailer del film, assieme alla notizia che il film sarebbe andato in onda su Discovery Family il 26 settembre 2015. Otto giorni dopo, il 9 luglio, un secondo trailer è stato proiettato durante il Comic-Con di San Diego del 2015. La sua messa in onda in Italia è avvenuta il 7 novembre 2015 su Cartoonito.

### Home video
Il programma per la distribuzione di Equestria Girls - Friendship Games comprende DVD, Blu-ray e digital download, nonché un cofanetto che include i due film precedenti (DVD Regione 1) previsto per il 13 ottobre 2015. Tra i contenuti speciali di DVD e Blu-ray ci saranno una scena rimossa di un'esibizione musicale, un commentario audio, brani karaoke e i cortometraggi animati. Primal Screen distribuirà un DVD nella Regione 2 il 2 novembre 2015, con lo stesso contenuto della controparte della Regione 1 più alcuni linguaggi addizionali.

## Promozione

### Libro
Un adattamento di Friendship Games sotto forma di libro, scritto da Perdita Finn, è stato mostrato alla New York Toy Fair del 2015 e la sua pubblicazione è avvenuta il 6 ottobre 2015.

### Video musicale live action
Il 14 agosto 2015 Hasbro ha pubblicato sul suo sito un video musicale live action che mostra le protagoniste di Equestria Girls competere con Twilight Sparkle della Crystal Prep.

### In rete

#### Cortometraggi
Come nel caso di Rainbow Rocks, una serie di cortometraggi animati basati su Friendship Games è stata pubblicata in vista del debutto televisivo del film. Il 27 luglio 2015, Rudell ha scritto su Twitter che la pubblicazione sarebbe avvenuta «nei tre mesi [successivi]». Quattro giorni dopo, il 31 luglio, la pagina Facebook di My Little Pony ha pubblicato istruzioni per partecipare alla «Friendship Games Fantasy League», suggerendo che i corti sarebbero stati pubblicati ogni sabato da agosto a metà settembre 2015. Come per i corti del film precedente, anche questi sono stati doppiati in italiano e pubblicati sul canale YouTube di Hasbro.
| N. | Titolo originale                        | Titolo italiano             | Regia | Sceneggiatura                | Data pubblicazione |
| -- | --------------------------------------- | --------------------------- | ----- | ---------------------------- | ------------------ |
| 1  | The Science of Magic                    | La Scienza della Magia      | N/A   | Natasha Levinger             | 1º agosto 2015     |
| 2  | Pinkie Spy                              | Pinkie Spy                  | N/A   | Natasha Levinger             | 8 agosto 2015      |
| 3  | All's Fair in Love and Friendship Games | L'amicizia oltre ogni Sfida | N/A   | N/A                          | 15 agosto 2015     |
| 4  | Photo Finished                          | Scatti Rubati               | N/A   | Ishi Rudell, Jayson Thiessen | 22 agosto 2015     |
| 5  | A Banner Day                            | Striscioni e Passioni       | N/A   | N/A                          | 29 agosto 2015     |

#### Giochi
Il 4 agosto 2015 è stato pubblicato sul sito web Equestria Girls di Hasbro un gioco intitolato Archery Game ("gioco del tiro con l'arco").

### Esclusive del San Diego Comic-Con
Al Comic-Con di San Diego sono stati distribuiti gratuitamente distintivi di Friendship Games.

### Colonna sonora
La colonna sonora del film è stata pubblicata il 17 settembre 2015 su iTunes e il 18 settembre 2015 su Amazon.com. Le prime tre tracce, Friendship Through the Ages, My Past Is Not Today e Life Is a Runway, erano già state pubblicate in precedenza sul canale YouTube di Hasbro il 31 marzo 2015 (e in seguito ripubblicate sullo stesso canale il 2 aprile 2015).
1. The Rainbooms – Friendship Through the Ages – 2:08 (Daniel Ingram[41])
2. Sunset Shimmer – My Past Is Not Today – 2:19 (Daniel Ingram[41])
3. Rarity – Life Is a Runway – 1:58 (Daniel Ingram[41])
4. Sunset Shimmer, Twilight Sparkle. Applejack, Fluttershy, Pinkie Pie, Rainbow Dash, Rarity – Dance Magic – 2:04 (Daniel Ingram)
5. Sunset Shimmer, Applejack, Fluttershy, Pinkie Pie, Rainbow Dash, Rarity, coro – The Friendship Games – 2:41 (Daniel Ingram)
6. Rainbow Dash, studenti della Canterlot High School – CHS Rally Song – 2:30 (Josh Haber, Daniel Ingram)
7. Twilight Sparkle – What More Is Out There – 2:48 (Josh Haber, Daniel Ingram)
8. studenti della Canterlot High School e della Crystal Prep Academy – Acadeca – 2:42 (Daniel Ingram)
9. Preside Abacus Cinch, Twilight Sparkle, studenti della Crystal Prep Academy – Unleash the Magic – 3:09 (Josh Haber, Daniel Ingram)
10. Sunset Shimmer, Twilight Sparkle, Applejack, Fluttershy, Pinkie Pie, Rainbow Dash, Rarity – Right There in Front of Me – 2:59 (Daniel Ingram)

Durata totale: 25:18

### Giocattoli
La distribuzione di bambole dei Wondercolt e degli Shadowbolt è prevista per il tardo 2015 in due varietà: "School Spirit" classico e "Sporty Style" deluxe. Nell'assortimento Sporty Style, Fluttershy e Applejack dei Wondercolt e Sour Sweet e Twilight Sparkle degli Shadowbolt sono dotate di un arco e una faretra. Rainbow Dash e Sunset Shimmer dei Wondercolt e Indigo Zap e Sugarcoat degli Shadowbolt sono munite di caschi da motociclista e occhiali protettivi. Pinkie Pie e Rarity dei Wondercolt e Lemon Zest e Sunny Flare degli Shadowbolt sono provviste di pattini a rotelle. Una moto da cross giocattolo è prevista per la distribuzione entro fine 2015.

## Critica
Daniel Alvarez di Unleash the Fanboy ha elogiato la performance di Sunset Shimmer, le canzoni del film, l'«epico climax» e i «personaggi fantastici»; ma ha criticato la preside Cinch definendola il «peggiore degli antagonisti».

## Sequel
La produzione di un seguito intitolato My Little Pony - Equestria Girls - Legend of Everfree è stata confermata dal dirigente Hasbro Stephen Davis il 3 ottobre 2015. Il primo trailer ufficiale del film è stato pubblicato tramite YouTube il 1º agosto 2016.
Il film è andato in onda in Brasile in prima Tv assoluta il 24 settembre 2016 ed è stato pubblicato su Netflix il 1º ottobre 2016.